# Zoltán Vásárhelyi

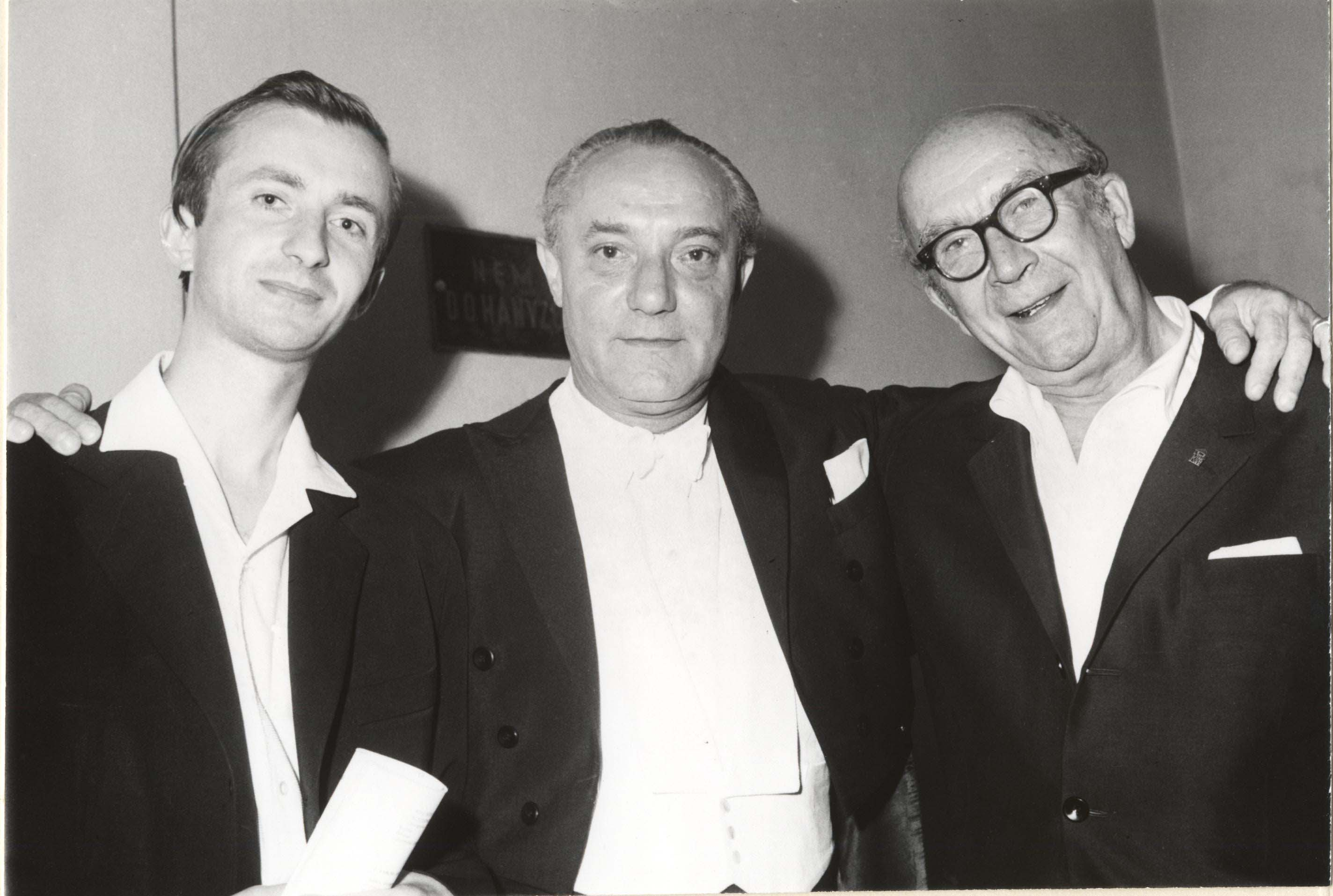
János Ferencsik, Zoltán Vásárheyi, Árpád Báláczs, 1972

Zoltán Vásárhelyi (Kecskemét, 2 de marzo de 1900-Budapest, 27 de enero de 1977) fue un director musical húngaro.
Estudió secundaria en Kecskemét y más tarde en la Academia de Música Ferenc Liszt con Leó Weiner o Zoltán Kodály.

## Premios
- Premio Kossuth, 1949